# Лёвочкин, Сергей Владимирович
Сергей Владимирович Лёвочкин (укр. Сергій Володимирович Льовочкін; род. 17 июля 1972 года, Киев, УССР, СССР) — украинский политик и миллионер. Народный депутат Украины VI, VIII, IX созывов. В 2010—2014 годах — глава Администрации президента Украины Виктора Януковича. С 1999 года — консультант, референт, помощник, в 2002—2005 годах — первый помощник президента Украины Леонида Кучмы. В 2005—2006 годах советник председателя Верховной рады Украины Владимира Литвина. В 2006—2007 годах — руководитель Аппарата премьер-министра Украины Януковича. Доктор экономических наук (2004). Государственный служащий 1 ранга (2003).

## Биография
Отец Владимир Анатольевич Лёвочкин (1946—2005) — заслуженный юрист Украины, генерал-полковник внутренней службы (2002), в 2001—2005 годах возглавлял Государственный департамент по вопросам исполнения наказаний Украины; мать Евгения Александровна. Младшая сестра — Юлия Лёвочкина.
В 1989 году окончил киевскую школу и поступил в Киевский институт народного хозяйства (с 1992 года Киевский государственный экономический университет), где обучался до 1993 года и получил диплом экономиста по специальности «Бухгалтерский учёт, контроль и анализ хозяйственной деятельности», состоял в локальном комитете международной ассоциации AIESEC. Затем там же до 1997 года аспирант кафедры финансов; кандидатская диссертация «Государственный долг США». Кандидат экономических наук (1997 год).
В 1999—2002 годах обучался в Украинской академии внешней торговли, которую окончил со степенью магистра международного права по специальности «Международное право».
В 2004 году защитил докторскую диссертацию на тему «Макрофинансовая стабилизация на Украине в контексте экономического роста». Автор более 30 научных трудов, в том числе двух монографий.
В 1996—1999 годах был советником губернатора Донецкой области Виктора Януковича.
С 1998 года государственный служащий. На выборах 1998 года баллотировался в народные депутаты Украины по избирательному округу в Донецкой области, проиграл, заняв 2 место.
С марта 1999 года по март 2000 года научный консультант президента Украины Леонида Кучмы. С марта 2000 года секретарь Консультативного совета по вопросам иностранных инвестиций при президенте Украины. В 2000—2001 годах — референт президента Украины. В 2001—2002 годах — помощник президента Украины. С июня 2002 года по январь 2005 года — 1-й помощник президента Украины Леонида Кучмы. Во время Оранжевой революции при его содействии была достигнута договорённость между Кучмой и Виктором Ющенко.
В 2005—2006 годах советник Председателя Верховной рады Украины Владимира Литвина.
В это же время сформировалась неформальная политическая группа влияния Лёвочкина и украинского миллиардера Дмитрия Фирташа, которую называли одной из самых влиятельных в стране. В неё также входил Юрий Бойко, примыкал Валерий Хорошковский.
На парламентских выборах 2006 года баллотировался по списку Народного блока Литвина (шёл под № 13), который не преодолел избирательный барьер. Состоял членом Народной партии.
С 5 сентября 2006 года руководитель Службы премьер-министра Украины, которым месяцем ранее стал Виктор Янукович, 11 октября того же года реорганизованной в Аппарат главы правительства, которым Лёвочкин руководил по ноябрь 2007 года (когда правительство сложило полномочия в связи с избранием нового созыва парламента).
С 2006 года считается одним из самых близких к Януковичу людей.
С февраля 2007 года член Партии регионов и её политсовета. На парламентских выборах 2007 года был избран от Партии регионов (прошёл под № 46 в списке). С декабря 2007 года заместитель председателя фракции Партии регионов, член Комитета по вопросам государственного строительства и местного самоуправления Верховной рады Украины. С апреля 2008 года заместитель председателя Партии регионов.
На президентских выборах 2010 года являлся одним из руководителей предвыборного штаба Виктора Януковича.
С 25 февраля 2010 года по 17 января 2014 года глава Администрации президента Украины Виктора Януковича. В связи с назначением на эту должность сложил полномочия народного депутата. Его характеризовали как «сильного менеджера».
Евромайдан
После событий в ночь с 29 на 30 ноября 2013 года подал в отставку, которую, однако, президент не принял сразу.
В декабре 2014 года Янукович заявил, что подозревает Лёвочкина в организации разгона студентов в ночь на 30 ноября. С аналогичным заявлением выступил бывший глава МВД Украины Виталий Захарченко. Лёвочкин отверг обвинения Януковича. Как отмечают, сам Левочкин даже поддерживал студенческий майдан. 
17 января 2014 года президент Украины Виктор Янукович уволил Лёвочкина с поста главы Администрации президента Украины и назначил советником президента Украины. При этом, сам Лёвочкин утверждает, что с момента увольнения не контактировал с Януковичем и больше никогда его не видел. Указом президента Украины № 102 24.02.2014 уволен с должности советника президента Украины.
В сентябре 2014 года создал собственный фонд «Новая Украина» для финансирования проектов негосударственных институтов и аналитических центров.
На парламентских выборах 26 октября 2014 года баллотировался в Верховную Раду от партии Оппозиционный блок, в списке которой занимал 12 место (16 место заняла его сестра Юлия Лёвочкина). После прохождения партии в парламент стал депутатом VIII созыва.
В апреле 2015 года выступая на суде в Вене Лёвочкин подтвердил, что накануне президентских выборов на Украине принимал личное участие во встрече Петра Порошенко, Виталия Кличко и Дмитрия Фирташа, в ходе которой Виталий Кличко согласился поддержать Петра Порошенко кандидатом в президенты, а сам баллотировался на пост мэра Киева.
В сентябре 2018 года журналистка Соня Кошкина охарактеризовала Левочкина как «правую руку Юрия Бойко» и человека, «имеющего, к тому же, давние дружеские отношения с главой государства Петром Порошенко».
В ноябре 2018 года Лёвочкин был исключён из Оппозиционного блока из-за «предательства интересов избирателей».
29 августа 2019 года Лёвочкин принёс присягу народного депутата Украины на первом заседании Верховной Рады Украины IX созыва. Он был избран в Верховную Раду от партии Оппозиционная платформа — За жизнь (№ 5 в партийном списке). Работает членом Комитета парламента по вопросам национальной безопасности, обороны и разведки. Член групп по межпарламентским связям с Японией, Греческой Республикой, Австрийской Республикой, Республикой Индия и Соединёнными Штатами Америки.
Членство в консультативных и наблюдательных органах
- 2000—2001 годы — член Комиссии по проверке использования международной технической помощи.
- 2000—2005 годы — член Консультативного совета по вопросам иностранных инвестиций на Украине
- 2001—2005 годы — член наблюдательного совета ОАО «Сберегательный банк Украины».
- 2001—2005 годы — член Государственной комиссии по вопросам стратегии экономического и социального развития.
- 2003—2005 годы — член Совета Национального банка Украины.
- 2003—2005 годы — член Комиссии государственных наград и геральдики.
- С мая 2003 года — председатель наблюдательного совета ОАО «Укртелеком».
- С февраля 2010 года до 17 января 2014 года — член Совета национальной безопасности и обороны Украины.
- C 2019 года — глава Исполнительного комитета партии «Оппозиционная платформа — За жизнь», руководил штабом кандидата в президенты Юрия Бойко.

После начала российского вторжения уехал из Украины.

## Личное состояние
1 февраля 2013 года приобрел 20 % акций медиагруппы «Интер». Заявленная стоимость Inter Media Group Limited составляет около 2,5 миллиардов долларов США.
В 2014 году в рейтинге самых богатых украинцев по версии журнала «Новое время» занял 27-е место с состоянием в 258 млн долларов.

## Семья
Был женат на художнице Зинаиде Александровне Лихачёвой. Имеет троих детей (Алексей, Елена и Владимир).

## Награды
- Орден святого равноапостольного великого князя Владимира II степени (РПЦ, 2013 год)[32].
- Орден святого равноапостольного князя Владимира I степени (УПЦ МП)[33].
- Грамота Содружества Независимых Государств (5 декабря 2012 года) — за активную работу по укреплению и развитию Содружества Независимых Государств[34][35].